# Frederik Jan Louis Krämer
Frederik Jan Louis Krämer (Dordrecht, 3 januari 1850 − 's-Gravenhage, 2 mei 1928) was een Nederlands historicus.

## Biografie
Krämer werd geboren als zoon van de praeceptor van de Latijnse school Rudolph Carl Louis Krämer, en Anna Rosa Haver Droeze. Hij ging in 1867 in Utrecht studeren en legde in 1874 het kandidaatsexamen af waarna hij in 1875 leraar geschiedenis en aardrijkskunde werd. Zijn eerste historische publicaties werden vanaf toen gepubliceerd. In 1893 werd hem een eredoctoraat toegekend door de Utrechtse universiteit waarna hij daar datzelfde jaar benoemd werd tot hoogleraar Algemene geschiedenis, de vaderlandse geschiedenis en de politische aardrijkskunde, ter opvolging van prof. J.A. Wijnne. Zijn inaugurele rede droeg de titel De wetenschap der historie.
Van 1894 tot 1898 was Krämer leraar geschiedenis van koningin Wilhelmina (haar man en dochter kregen ook onderwijs van hem). Nadat hij om gezondheidsredenen in 1903 ontslag vroeg als hoogleraar werd hij per 1 juli van dat jaar benoemd tot directeur van het Koninklijk Huisarchief (Nederland) welke functie hij tot zijn overlijden zou bekleden. (Als hoogleraar werd hij opgevolgd door Gerhard Wilhelm Kernkamp.) Vervolgens publiceerde hij nog verscheidene boeken gerelateerd aan het Oranje-huis waarvan delen van de Archives, ou correspondance inédite de la maison d'Orange-Nassau tot de belangrijkste behoren. Ook zijn redactionele arbeid voor het tweedelige werk Je maintiendrai. Een boek over Nassau en Oranje uit 1905-1906 wordt verdienstelijk genoemd. Aan dat laatste werk had ook de adjunct-algemeen rijksarchivaris en latere Leidse hoogleraar H.T. Colenbrander meegewerkt; deze laatste had felle kritiek op de uitgave uit 1901-1918 door Krämer van de gedenkschriften van Gijsbert Jan van Hardenbroek (1719-1788).
Krämer trouwde in met 1876 met Maria Elisabeth Haver Droeze; zij kregen vier zonen. Prof. dr. F.J.L. Krämer overleed in 1928 op 78-jarige leeftijd.

### Eigen publicaties
- Maria II Stuart, gemalin van Willem den Derden. Historisch-biografische schets. Utrecht, 1890.
- De Nederlandsch-Spaansche diplomatie vóór den Vrede van Nijmegen : bijdrage tot de staatkundige geschiedenis der Nederlanden in het tijdperk van Willem III. Utrecht, 1892.
- De wetenschap der historie. Utrecht, 1893 (inaugurele rede).
- Over gymnasiaal onderwijs. Groningen, 1898.
- De negentiende eeuw. Eene schets van hare geschiedenis. Amsterdam, 1900.
- Willem III. [Z.p.], 1902.
- Hooger onderwijs in de Historie. Utrecht, 1903 (afscheidsrede).
- Nederland en zijn vorstenhuis. Amsterdam, 1909 (Redevoering naar aanleiding van de geboorte der Prinses van Oranje-Nassau uitgesproken in de gehoorzaal der Rijksuniversiteit te Utrecht den 7en Juni 1909).
- Nieuwe of litteraire Societeit te 's-Gravenhage. [Z.p., 1918].

### Geredigeerde publicaties
- Pierre de Groot, Lettres de Pierre de Groot, ambassadeur des Provinces-Unies à Abraham de Wicquefort, résident des ducs de Brunswick (1668-1674). La Haye, 1894.
- Gijsbert Jan van Hardenbroek, Gedenkschriften van Gijsbert Jan van Hardenbroek, heer van Bergestein ... enz. (1747-1787). 6 delen. 1901-1918.
- Je maintiendrai. Een boek over Nassau en Oranje. 2 delen. Leiden, 1905-1906.
- Archives ou correspondance inédite de la maison d'Orange-Nassau. Cinquième série. 3 tomes. Leyde, 1910-1915.